# مورو جيرفي
مورو جيرفي هي بحيرة متوسطة الحجم تقع في فنلندا. وهي تقع في منطقة فياتسري، حيث تقع بين اثنين من المنحدرات هوبانن كوسكي وكيرين كوسكي.

## روابط خارجية
- "Järviwiki Web Service". jarviwiki.fi (بالفنلندية). Archived from the original on 2019-12-14.

‌